# Richard Money
Richard Money (født 13. oktober 1955 i Lowestoft) er en engels fodboldtræner. Han er også tidligere fodboldspiller, og har spillet for bl.a. Liverpool F.C. og Fulham F.C.